# The Peacemaker (film, 1912)
Pour le film de Mimi Leder, voir Le Pacificateur.
Pour plus de détails, voir Fiche technique et Distribution.
The Peacemaker est un film muet américain réalisé par Francis Boggs et sorti en 1912.

## Fiche technique
- Réalisation : Francis Boggs
- Production : William Nicholas Selig
- Date de sortie : États-Unis : 8 janvier 1912

## Distribution
- Sydney Ayres : Paul Gregory
- Herbert Rawlinson : Pete Bolan
- Bessie Eyton : Winnie Simmons
- George Hernandez : le père de Pete
- Nick Cogley : Jed Simmons
- Fred Huntley : Reverend Joseph Jay
- John Fitzgerald : Juge Cullen
- James L. McGee : George Hart
- Anna Dodge : Mrs. Simmons
- Eugenie Besserer